# Lucas Chevalier
Lucas Chevalier (Calais, 6 novembre 2001) è un calciatore francese, portiere del Paris Saint-Germain.

## Carriera

### Club
Cresciuto nel settore giovanile del Lilla, il 16 gennaio 2020 firma il primo contratto professionistico con i Mastini, valido fino al 2024. Nel maggio del 2021 vince lo scudetto da terzo portiere della prima squadra, senza collezionare presenze; il 9 luglio passa in prestito al Valenciennes, con cui disputa un'ottima stagione a livello individuale.
Rientrato al Lilla, ha esordito in prima squadra il 10 settembre 2022, nella partita di Ligue 1 persa per 2-1 contro l'Olympique Marsiglia. Trascorre tre ottime stagioni nel club francese culmineate con il titolo di miglior portiere del campionato francese nella stagione 2024-2025.
Il 9 agosto 2025 si trasferisce al Paris Saint-Germain, per circa 40 milioni di euro.

### Nazionale
Dopo avere militato nelle selezioni giovanili, il 7 novembre 2024 viene convocato per la prima volta in nazionale maggiore.

## Statistiche

### Presenze e reti nei club
Statistiche aggiornate al 13 agosto 2025.
| Stagione        | Squadra             | Campionato      | Campionato | Campionato | Coppe nazionali | Coppe nazionali | Coppe nazionali | Coppe continentali | Coppe continentali | Coppe continentali | Altre coppe | Altre coppe | Altre coppe | Totale | Totale |
| Stagione        | Squadra             | Comp            | Pres       | Reti       | Comp            | Pres            | Reti            | Comp               | Pres               | Reti               | Comp        | Pres        | Reti        | Pres   | Reti   |
| --------------- | ------------------- | --------------- | ---------- | ---------- | --------------- | --------------- | --------------- | ------------------ | ------------------ | ------------------ | ----------- | ----------- | ----------- | ------ | ------ |
| 2018-2019       | Lilla 2             | N2              | 19         | -21        | -               | -               | -               | -                  | -                  | -                  | -           | -           | -           | 19     | -21    |
| 2019-2020       | Lilla 2             | N2              | 17         | -19        | -               | -               | -               | -                  | -                  | -                  | -           | -           | -           | 17     | -19    |
| 2020-2021       | Lilla 2             | N3              | 1          | -1         | -               | -               | -               | -                  | -                  | -                  | -           | -           | -           | 1      | -1     |
| 2021-2022       | Valenciennes        | L2              | 30         | -35        | CF              | 0               | 0               | -                  | -                  | -                  | -           | -           | -           | 30     | -35    |
| 2022-2023       | Lilla 2             | N3              | 1          | -3         | -               | -               | -               | -                  | -                  | -                  | -           | -           | -           | 1      | -3     |
| Totale Lille 2  | Totale Lille 2      | Totale Lille 2  | 38         | -44        |                 | -               | -               |                    | -                  | -                  |             | -           | -           | 38     | -44    |
| 2022-2023       | Lilla               | L1              | 32         | -31        | CF              | 3               | -2              | -                  | -                  | -                  | -           | -           | -           | 35     | -33    |
| 2023-2024       | Lilla               | L1              | 33         | -32        | CF              | 2               | -2              | UECL               | 9                  | -7                 | -           | -           | -           | 44     | -41    |
| 2024-2025       | Lilla               | L1              | 34         | -36        | CF              | 0               | 0               | UCL                | 14                 | -17                |             | -           | -           | 48     | -53    |
| Totale Lille    | Totale Lille        | Totale Lille    | 99         | -99        |                 | 5               | -4              |                    | 23                 | -24                |             | -           | -           | 127    | -127   |
| 2025-2026       | Paris Saint-Germain | L1              | 1          | -          | CF              | -               | -               | UCL                | -                  | -                  | SU          | 1           | -2          | 2      | -2     |
| Totale carriera | Totale carriera     | Totale carriera | 168        | -178       |                 | 5               | -4              |                    | 23                 | -24                |             | 1           | 2           | 197    | -208   |

## Palmarès

### Club
- Supercoppa UEFA: 1

Paris Saint-Germain: 2025

### Individuale
- Miglior portiere del campionato francese: 1

2024-2025